# Siège de Dantzig (1734)
Pour la bataille napoléonienne de 1807, voir Siège de Dantzig (1807).
Guerre de Succession de Pologne
Batailles
- Kehl
- Pizzighettone
- Dantzig
- Bitonto
- Trarbach
- Colorno
- San Pietro
- Philippsbourg
- Gaète
- Capoue (en)
- Guastalla
- Clausen

Le siège de Dantzig, du 22 février 1734 au 9 juillet 1734, est un des premiers épisodes de la guerre de Succession de Pologne.

## Contexte
À la mort d’Auguste II en 1733, son fils, Auguste III, et Stanislas Leszczyński, beau-père de Louis XV, se disputent le trône. Stanislas Leszczyński est élu sous le nom de Stanislas Ier. Tandis qu'un sosie prend ostensiblement la mer à Brest, Stanislas traverse, incognito, l'Allemagne et arrive à Varsovie.
La Russie et l'Autriche, partisans d'Auguste III envahissent la Pologne. 
Le royaume de Grande-Bretagne, les Provinces-Unies, la Suède, le Danemark, la République de Venise reconnaissent que l'agression de l'Autriche et de la Russie contre la Pologne est un motif de guerre et s'engagent à rester neutres. L'Espagne qui convoite le royaume de Naples et la Sardaigne qui convoite le Milanais, s'unissent à la France.

## Le siège

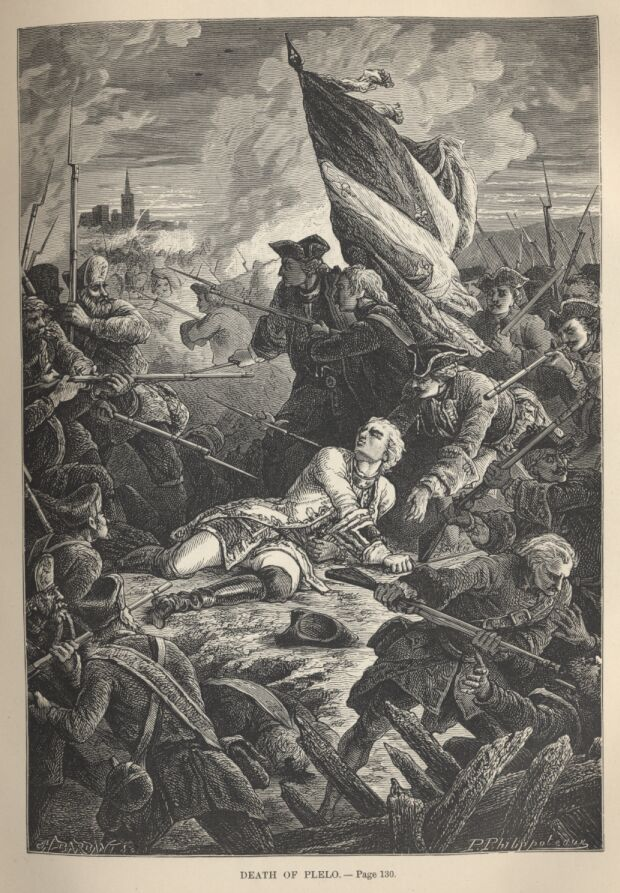
dessin de la mort du comte de Plélo à Dantzig le 23 mai 1734.

Stanislas se réfugie dans la forteresse de Dantzig (de) pour attendre le puissant renfort que lui a promis Louis XV. La ville est aussitôt investie par 20 000 soldats russes commandés par Peter de Lacy qui la soumettent à un incessant pilonnage d'artillerie.
Pour éviter de s’aliéner les puissances neutres, le cardinal de Fleury se garde bien d’envoyer des renforts à Stanislas. Pour sauver les apparences, il se borne à dépêcher 3 navires de ligne et deux frégates portant les trois régiments d'infanterie de Périgord de La Marche et de Blaisois, en tout 2 400 hommes placés sous le commandement du brigadier de Lamotte de Lapeyrouse. 
Cet officier, auquel peut-être le cardinal de Fleury avait recommandé la prudence, ayant reconnu, à son arrivée en vue de Dantzig, qu'il s'agissait, pour pénétrer dans la place, de percer avec trois bataillons une armée de 30 000 Russes bien retranchés, se résolut à aller attendre de nouveaux ordres dans le port de Copenhague. 
Il y avait alors près de la cour de Danemark, en qualité d'ambassadeur de France, un jeune seigneur breton plein de feu et de générosité, qui avait pris fort à cœur la cause de Stanislas, qui était aussi celle de la France : c'était le comte de Plélo. Indigné de la mesquinerie du secours fourni par Fleury, et plus encore de la circonspection de Lamotte de Lapeyrouse, il prend sur lui d'agir, et s'empare du commandement de l'expédition, décidé à secourir Dantzig ou à périr.
Parti de la rade de Copenhague le 21 mai 1734, les Français arrivent le 23 dans celle de Dantzig, mais, en entrant dans la Vistule, ils trouvent l'armée russe établie entre le rivage et la ville et doivent renoncer pour le moment à entrer dans la place. Ils débarquent sans opposition et campent à Fahrwasser, sous le canon du fort de Weichselmünde, à l'embouchure du fleuve. Le 27, malgré les renforts que les Russes avaient encore reçus, Plélo veut essayer de s'ouvrir un passage. Il se précipite avec ses trois bataillons, le régiment de Périgord en tête, sur les retranchements, force trois lignes, et reçoit cinq coups de feu et quatre coups de baïonnette et trouve la mort, au moment où il atteignait les glacis de Dantzig. Sa mort ayant jeté l'irrésolution dans le cœur de ses soldats, Lamotte de Lapeyrouse rassemble alors les survivants, et se retire sous Weichselmünde.
Un second renfort français, de force équivalente au premier, arrive au port sous une grêle de boulets, mais la partie est inégale, et les Français battent en retraite ; d’autant qu'une flotte russe commandée par l'amiral Thomas Gordon (en) amène des troupes fraîches, sous les ordres du maréchal Munnich. Dans la Baltique, l'escadre française qui regagne Copenhague s'empare d'une frégate russe, la Mittau. 
Ce faible corps français, bloqué dans un marais et séparé de la flotte qui l'avait amené, se trouve bientôt dans la position la plus périlleuse. Il résiste cependant à trois attaques des Russes, et se voit enfin contraint à capituler. Les 1 000 hommes qui restaient de l'expédition obtinrent les honneurs de la guerre et d'être transportés aux frais de la Russie dans un port de la Baltique. 
Munnich qui a pris le commandement des opérations de siège, promet une récompense pour la tête de Stanislas et le supplice pour ceux qui lui prêteraient main-forte. Le 27 juin, Stanislas s’enfuit sous un déguisement, et trouve refuge en Prusse, où Frédéric-Guillaume Ier l’accueille, le 3 juillet, au château de Königsberg.
Après le départ du roi, la ville demande à capituler. Le 9 juillet, la ville ouvre ses portes. En demandant à être conduits dans un port de la Baltique, les Français avaient entendu évidemment un port neutre, d'où ils pussent ultérieurement regagner la France. Ils étaient montés sans défiance, le 26, sur des bâtiments russes. Le général Munnich, après la capitulation de Dantzig, les fit transporter à Cronstadt, et la cour de Saint-Pétersbourg, sous prétexte que des vaisseaux français avaient capturé des navires russes, les interna dans la Livonie, pour être traités en prisonniers de guerre jusqu'à l'arrangement des différends. L'impératrice Anne les renvoya en France au mois d'octobre.

## Conséquences
La ville de Dantzig qui a subi de gros dégâts doit en outre verser 800 000 écus pour frais de guerre.

## Sources et bibliographie
- Hervé Clérel de Tocqueville, Histoire philosophique du règne de Louis XV, 1847, p. 374
- Edmond Jean François Barbier, Chronique de la régence et du règne de Louis XV (1718-1763), 1858, p. 466